# باول هارتمان
باول هارتمان (بالإنجليزية: Paul Hartman)‏ هو ممثل أمريكي، ولد في 1 مارس 1904 بسان فرانسيسكو في الولايات المتحدة، وتوفي في 2 أكتوبر 1973 بلوس أنجلوس في الولايات المتحدة بسبب نوبة قلبية. من الجوائز التي نالها جائزة توني عن فئة أفضل ممثل في مسرحية موسيقية ‏ سنة 1948.

## أعمال

### أفلام
- (1967) لوف

## جوائز
- جائزة توني عن فئة أفضل ممثل في مسرحية موسيقية [الإنجليزية]‏ (1948)

## وصلات خارجية
- باول هارتمان على موقع IMDb (الإنجليزية)
- باول هارتمان على موقع قاعدة بيانات برودواي على الإنترنت (الإنجليزية)
- باول هارتمان على موقع إن إن دي بي (الإنجليزية)
- باول هارتمان على موقع قاعدة بيانات الفيلم (الإنجليزية)